# Juan Planelles
Juan Bautista Planelles Marco (Burriana, Castellón, España, 26 de enero de 1951) es un exfutbolista español que se desempeñaba como delantero

## Clubes
| Club              | País   | Año       |
| ----------------- | ------ | --------- |
| Real Madrid C. F. | España | 1969-1971 |
| C. D. Castellón   | España | 1971-1973 |
| Real Madrid C. F. | España | 1973-1974 |
| Valencia C. F.    | España | 1974-1976 |
| Real Zaragoza     | España | 1976-1978 |
| C. D. Castellón   | España | 1978-1983 |
| C. D. Burriana    | España | 1983-1984 |